# Eugene Gaffney
Pour les articles homonymes, voir Gaffney.
Eugene S. Gaffney est un paléontologue américain, spécialiste reconnu des tortues. Un fossile d'une espèce de tortue marine importante dans l'histoire celle-ci, la Santanachelys gaffneyi, a été nommée en son honneur.

## Biographie
Il obtient son doctorat en 1969 avec une thèse sur The North American Baenoidea and the Cryptodire-Pleurodire Dichotomy à l'université Columbia où il enseigne depuis quelques années. Il entre ensuite au musée américain d'histoire naturelle ou il produit de nombreuses publications.

## Publication
- (en) Kurmademys, a New Side-Necked Turtle (Pelomedusoides: Bothremydidae) from the Late Cretaceous of India., vol. 3321, American Museum Novitates, 2001 (lire en ligne), p. 16.
- (en) Azabbaremys, a New Side-Necked Turtle (Pelomeducoides: Bothremydidae) from the Paleocene of Mali., vol. 3320, American Museum Novitates, 2001, 16 p..
- Eugene Gafney, Diogenes de Almeida Campos, Ren Hirayama, Cearachelys, a New Side-Necked Turtle (Pelomedusoides: Bothremydidae) from the Early Cretaceous of Brazil., vol. 3319, American Museum Novitates, 2001, 20 p. (lire en ligne).
- (en) Reptilia from the Intertrappean Beds of Bombay (India)., vol. 4, Veroffentlichungen aus dem Fuhlrott-Museum, 1998, 307-320 p..
- (en) (en) An Ancient Integumentary Gland in Turtles., vol. 85, Naturwissenschaften, 1998, 556-557 p. (présentation en ligne).
- (en) Eugene S. Gaffney, Kenneth E. Campbell et Roger C. Wood, Pelomedusoid Side-Necked Turtles from Late Miocene Sediments in Southwestern Amazonia., vol. 3245, American Museum Novitates, 1998, 19 pp (lire en ligne).
- (en) Haiyan Tong, Eugene S. Gaffney et Eric Buffetaut, « Foxemys, A New Side-Necked Turtle (Bothremydidae: Pelomedusoides) from the Late Cretaceous of France. », American Museum Novitates, vol. 3251,‎ 1998, p. 19.
- (en) Eugene Gaffney, « The comparative osteology of the Triassic turtle Proganochelys », Bulletin of American Museum of Natural History, no 194,‎ 1990, p. 1-263 (lire en ligne)
- (en) E.S. Gaffney et P.A. Meylan, « The Phylogeny and Classification of the Tetrapods : A phylogeny of turtles », Clarendon Press, Oxford, vol. 1,‎ 1988, p. 157-219.
- (en) (en) E Gaffney, A phylogeny and classification of the higher categories of turtles., vol. 155, Bulletin of American Museum of Natural History, 1975, 416-436 p.